# Asparagus densiflorus

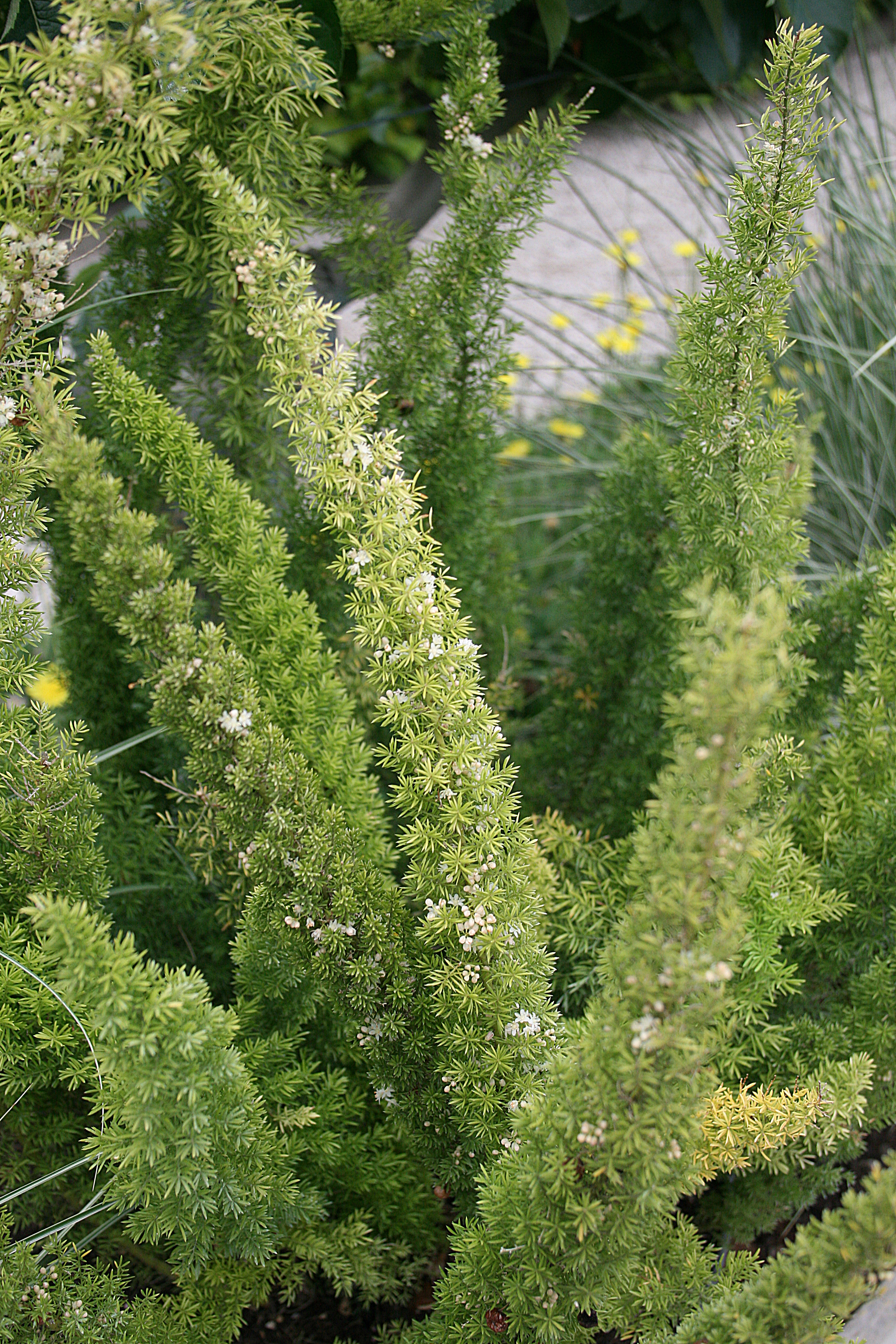
Asparagus densiflorus 'Miersii'

Asparagus densiflorus es una especie de angiosperma de la familia Asparagaceae. A pesar de ser referida a veces como "helecho cola de zorro", no es un helecho sino una planta con flor.

## Descripción
Es una planta de tallo leñoso, cilíndrico, suberecto, con espinas delgadas, las ramillas corto, lleno de hojas, muy delgado, muy angulado, ascendente. Las inflorescencias se producen en racimos laxos,  producido a partir de los tallos leñosos principales; pedicelos  articulados en el centro; brácteas ovado-lanceoladas.
También posee raices tuberosas que almacenan nutrientes de la planta, por ejemplo: almidón.

## Hábitat
Es una planta nativa de Sudáfrica, que a menudo se utiliza como planta ornamental. A. densiflorus es tóxica para los animales domésticos.
También es conocida como "espárragos de Sprengers" porque fue Carl Ludwig Sprenger quien los hizo populares en Europa como planta ornamental.

## Taxonomía
Asparagus densiflorus fue descrita por (Kunth) Jessop y publicado en Bothalia 9: 65. 1966.
Etimología
Ver: Asparagus
densiflorus: epíteto latino que significa "denso de flores".
Sinonimia
- Asparagopsis densiflora Kunth basónimo
- Asparagus myriocladus Baker
- Protasparagus densiflorus (Kunth) Oberm.[3][4]